# MD 1–4
Die Lokomotiven MD 1–4 waren die ersten Tenderlokomotiven der Schmalspurbahn Möckmühl–Dörzbach (MD – Jagsttalbahn). Die Lokomotiven sind ähnlich der vorher gebauten meterspurigen DEBG 1s–3s der Rhein–Orschweier–Ettenheimmünster Eisenbahn. Drei Lokomotiven wurden in der Zeit von 1926 an von der DEBG übernommen und als DEBG 25s bis 27s bezeichnet. Sie waren bis 1961 im Betrieb und wurden dann ausgemustert. Von den Lokomotiven ist kein Exemplar erhalten geblieben.

## Geschichte

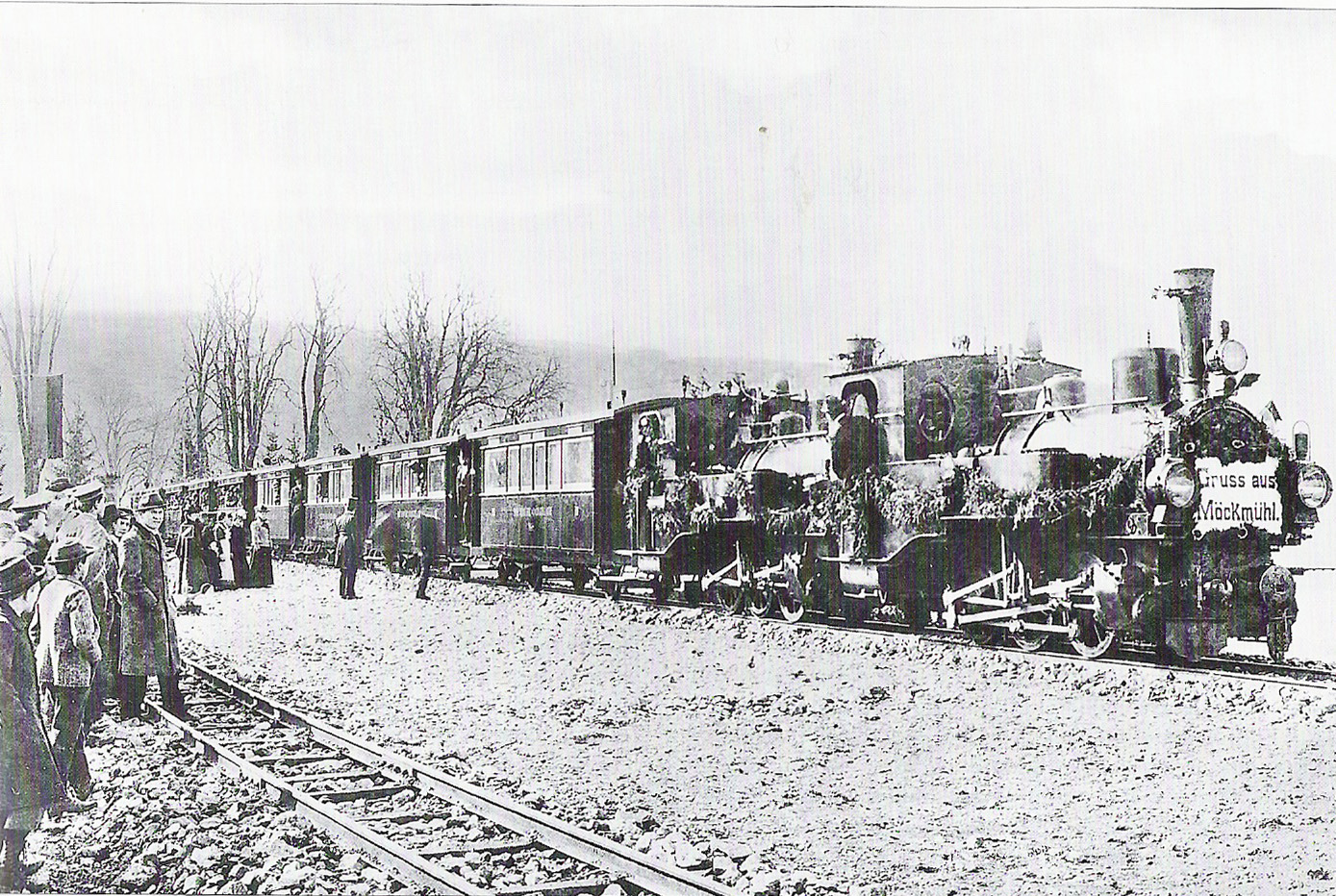
Eröffnungszug der Jagsttalbahn im Jahr 1901

Die Lokomotiven wurden als erste Lokomotiven der Jagsttalbahn zwischen 1899 und 1900 beschafft. Als die Lokomotiven geliefert wurden, gab es noch keine durchgehenden Gleisverbindungen zwischen den Endpunkten. Die Lokomotiven wurden deshalb im Bahnhof Möckmühl provisorisch abgeladen und mit Pferdefuhrwerken zu den jeweils fertiggestellten Gleisabschnitten im Jagsttal transportiert, wo sie dann beim Bahnbau eingesetzt wurden. Die Eröffnung der Bahnstrecke erfolgte dann Anfang 1901.
Die vier Tenderlokomotiven führten bis in die 1930er-Jahre den gemischten Verkehr auf der Bahnlinie durch, 1929 bekamen sie Zuwachs durch die leistungsstärkere Lokomotive DEBG 24s, gleichzeitig musste die ehemalige Lokomotive MD 1 1934 ausgemustert und 1937 verschrottet werden. Die Lokomotiven führten ab der Übernahme durch die DEBG die Güterzüge nur noch im Rollbockverkehr durch, was eine Gewichtszunahme der Züge bedeutete. Sie waren deshalb bald an die Leistungsgrenze gelangt, was nach 1945 zu der Beschaffung stärkerer Lokomotiven führte. Mit dem Einsatz der Diesellokomotiven und Dieseltriebwagen wurden die Lokomotiven ab den 1950er-Jahren ausgemustert, die DEBG 26s war 1961 die letzte Lokomotive.

## Technik
Hinsichtlich ihrer Konstruktion und Ausführung entsprachen die Lokomotiven den DEBG 1s–3s. Die äußeren Unterschiede waren die geringere Breite und die längeren Wasserkästen. Die Lokomotiven hatten einen zweischüssigen Kessel, auf dem ersten Schuss saß der Dampfdom und auf dem zweiten der Sandkasten, von dem aus Sand zwischen die 2. und 3. Achse gestreut wurde. Sie besaßen bei ihrer Lieferung lediglich einen Dampfdom, zur Verminderung von Kesselstein wurde später noch ein zweiter Dom mit Schlammabscheider und Sieben eingebaut, dadurch konnte die Kalkbildung im Kessel deutlich verringert werden. Die Feuerbüchse war im Rahmen eingebettet, dadurch war es bei Reparaturen in diesem Bereich sehr eng. Als Sicherheitsventil wurde eines der Bauart Ramsbottom verwendet.
Zuerst besaßen die Lokomotiven eine Heberleinbremse, ab 1929 wurde die Westinghouse-Bremse eingeführt.